# Cheimarrhichthyidae
Cheimarrhichthyidae é uma família de peixes da subordem Trachinoidei.
Esta família possui um só género, Cheimarrichthys, e uma só espécie, Cheimarrichthys fosteri.